# أليكسي ماكاروف
أليكسي ماكاروف (بالروسية: Макаров, Алексей Сергеевич)‏ هو لاعب كرة قدم روسي في مركز حراسة المرمى، ولد في 20 أغسطس 1987 في موسكو في روسيا. لعب مع BSC Lokomotiv Moscow ‏.

## وصلات خارجية
- أليكسي ماكاروف على موقع الاتحاد الدولي (مؤرشف)  (الإنجليزية)